# 진암구시포로
진암구시포로(Jinamgusipo-ro)는 전북특별자치도 고창군 상하면에 있는 도로로, 총 연장은 5.505 km이며, 지방도 제733호선의 일부를 이룬다.

## 유래
도로의 명칭이 유래된 것은 고창군의 대표 기업인 매일유업의 창업자인 진암 김복용의 호와 관광자원인 구시포해수욕장을 병합하여 부여하였던 것에서 유래되었다.

## 역사
- 2008년 9월 5일 : 도로명으로 진암구시포로를 고시

## 주요 경유지
- 고창군
  - 상하면 (하장리 - 장산리 - 석남리 - 자룡리)

## 접촉하는 도로
- 상하로
- 선운대로
- 봉수로

## 주요 건물 및 시설
- 자룡보건진료소 (진암구시포로 344/자룡리 191)
- 디오건설사 (진암구시포로 361-37/자룡리 253-1)
- 매일유업 치즈공장 (진암구시포로 412/자룡리 399)
- 농수산전통식품젓갈류지정업체 (진암구시포로 461/자룡리 380-1)
- 고인돌가든 (진암구시포로 464/자룡리 412-4)
- 비치타운모텔 (진암구시포로 477/자룡리 산60)
- 오래요 (진암구시포로 528/자룡리 525-12)
- 해변식당 (진암구시포로 529/자룡리 산104-11)
- 하늘민박 (진암구시포로 536/자룡리 524-12)
- 선어미횟집 (진암구시포로 537-1/자룡리 524-6)
- 풍천장어 (진암구시포로 540/자룡리 524-8)
- 광주마트 (진암구시포로 541/자룡리 523-3)
- 일흥민박 (진암구시포로 542/자룡리 524-1)
- 용궁횟집 (진암구시포로 542-1/자룡리 524-8)
- 일흥식당 (진암구시포로 543/자룡리 산104)
- 구시포여름치안센터 (진암구시포로 545/자룡리 520-46)